# Собор Сурб Аменапркіч Казанчецоц
Собор Сурб Аменапркіч Казанчецоц (вірм. Սուրբ Ամենափրկիչ Ղազանչեցոց) (Собор Святого Христа Всеспасителя) — вірменський собор у місті Шуша Шушинського району Азербайджанської Республіки. Архітектурний комплекс складається з церкви (1868—1887 рр.) та дзвіниці (1858 рік).

## Історія

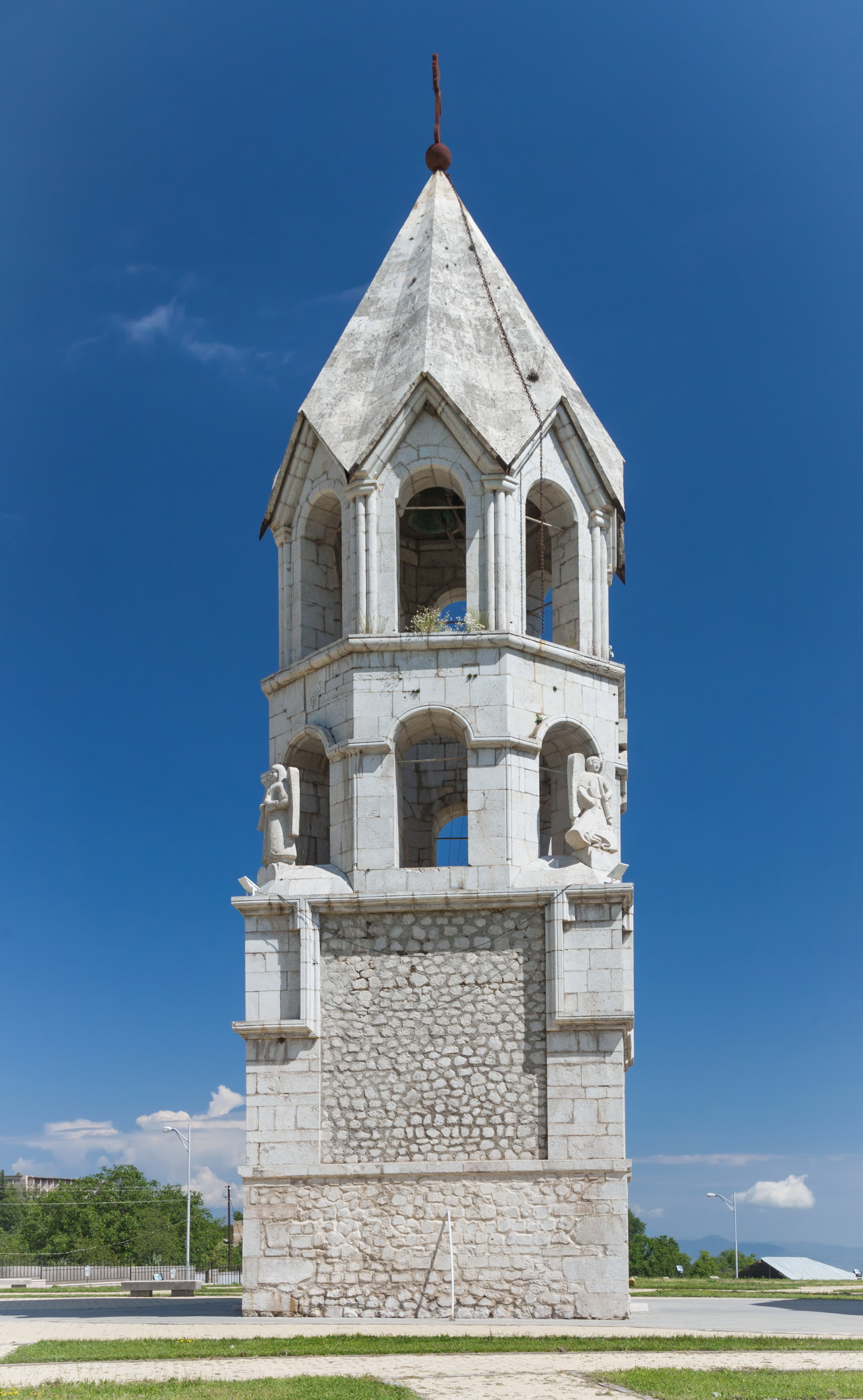
Дзвіниця.

Церкву Казанчецоц згадують у книзі «Подорож до Вірменії» Месропа Тахіадяна (1820 р.). На думку Шагена Мкртчяна, ця обставина, а також те, що дзвіницю побудовано раніше церкви, є свідченням того, що собор був побудований на місці менш примітної з архітектурної точки зору церкви XVIII століття.
Дзвіниця побудована шушинцем Абраамом Хандамірянцом. Будівельний напис дзвіниці, виконаний на її східній стіні, свідчить:
(Побудована) дзвіниця на пам'ять про покійного Габріела Овсепян-Батірянца, що родом із Казанчі, і про паломника Мкртича Маргаряна-Хандамірянца, про дружину його Баласан й синів Арупа і Степана і всіх казанчійців. Та згадаю Бога на славу його і заради спасіння душ усіх живих і покійних. У літо 1858
Згідно з написом на торці вівтаря церкви її будівничим був Ерамішянц Аветисов, зодчим — Симеон Тер-Акобянц. Терміни будівництва собору вказані в будівельному написі у верхній частині південного порталу:
Благодаттю і милістю всемогутнього Бога побудований чудотворний святий собор на кошти та пожертвування парафіян церкви Аменапркіч Казанчецоц міста Шуші, будівництво якої розпочали в 1868 р. за царювання всемогутнього самодержця імператора всія Русі Олександра II і за патріаршества Георга IV, завершено в 1887 р. під час коронування сина Його Величності благословенного імператора Олександра III при католікосі Маркарі I. 20 вересня 1888 
Після Шушинської різанини 1920 р. собор перестав функціонувати. У радянський період собор використовували як комори і, пізніше, гараж. У цей час він перебував у напівзруйнованому стані, був відсутній купол. Під час Першої карабаської війни тут облаштували азербайджанський склад ракет системи «Град».
Нині собор повністю відновлений і з 1998 року є діючим храмом.

## Опис

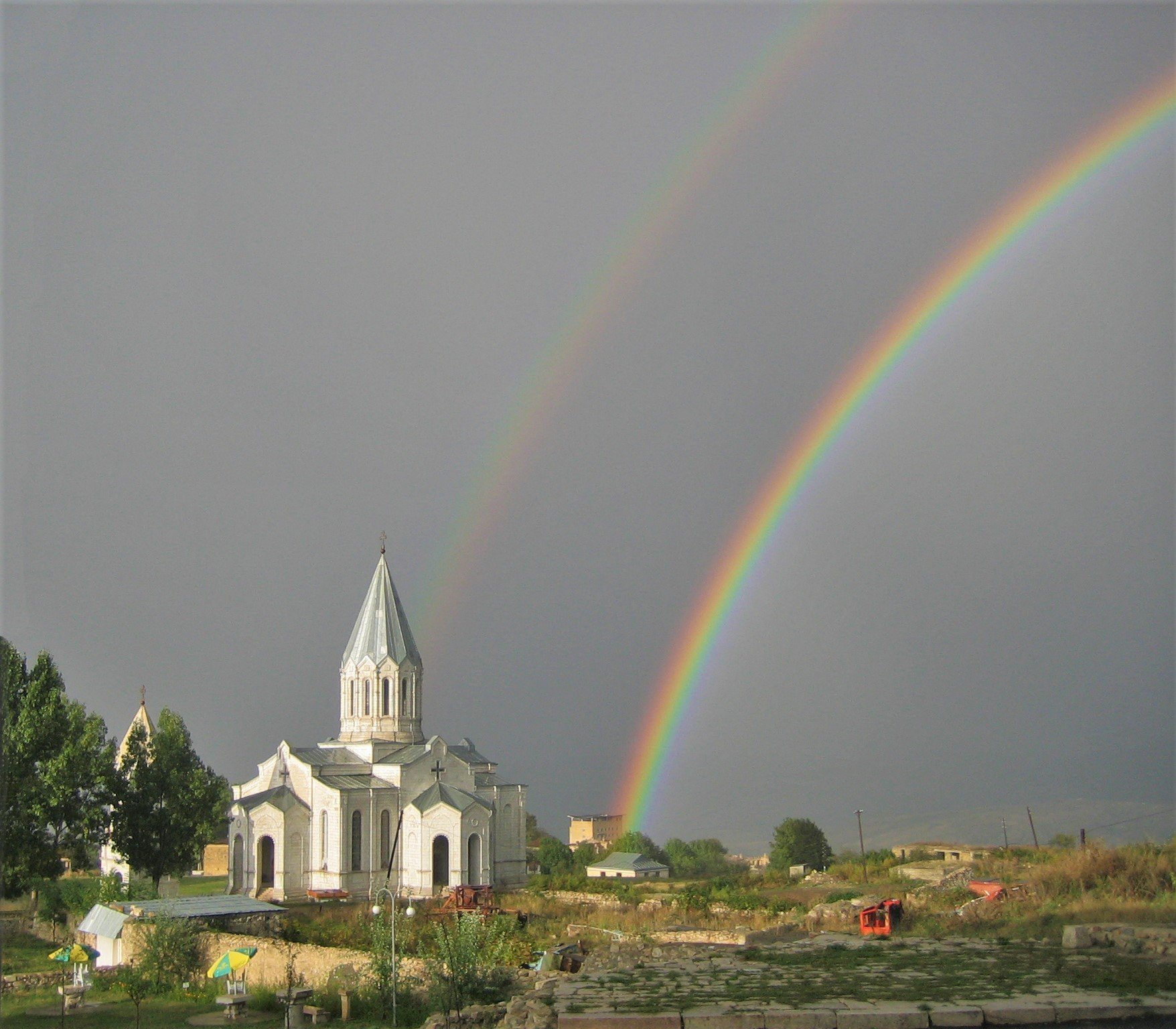
Веселка на фоні церкви

Собор розташований в центрі міста, що знаходиться на вершині плато. За архітектурою Казанчецоц нагадує Кафедральний собор Ечміадзіна.

### Церква

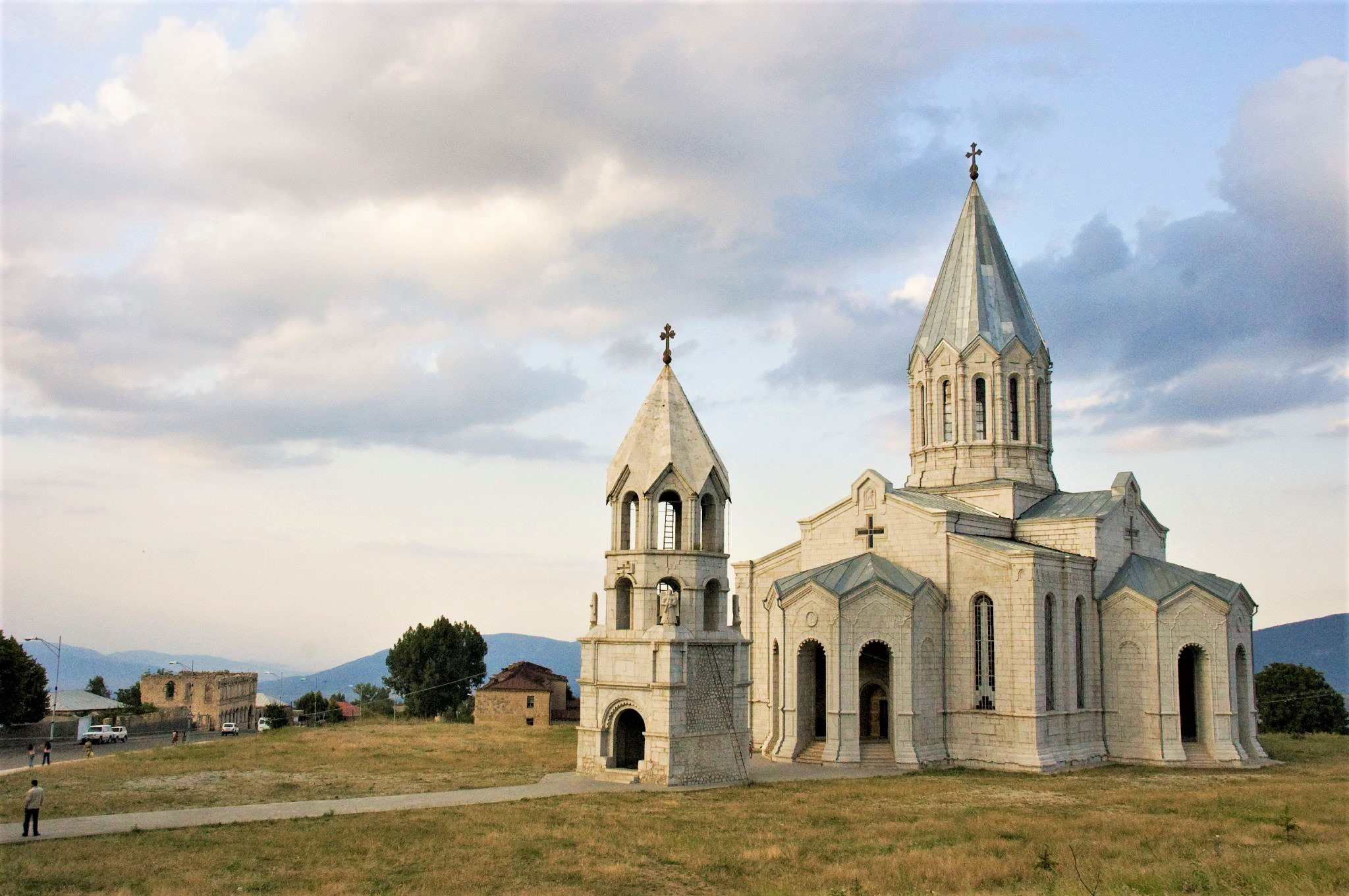
Вигляд на церкву

Церква являє собою залу розмірами 34,7 × 23 × 35 м. Фасадні частини її облицьовані обтесаними плитами з місцевого вапняку світло-кремового відтінку.
У центрі споруди розташований купол, який спирається на чотири пілона. У залі є вікна розміром 1 × 5 м.
Має три однакових входи з красивими трехарочними напівкруглими в плані портиками: із заходу, півдня і півночі. Над серединою аркок портиків відкривається по одному хрестоподібному вікну. Парадні входи завершуються круглими вставками-монолітами, покритими рельєфами.

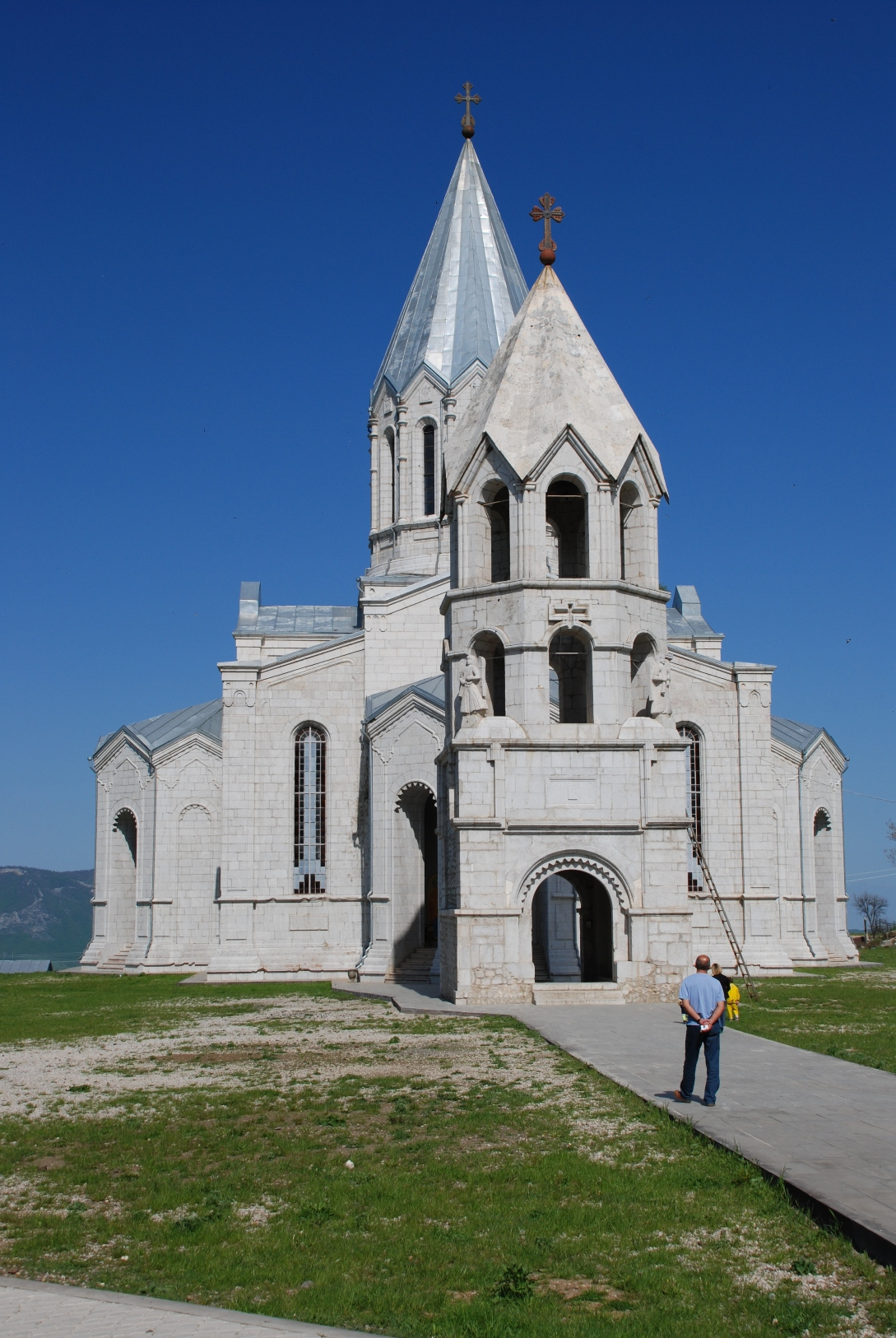
Наближений вигляд

У церкві є безліч написів на згадку про городян, які жертвували на її будівництво.

### Дзвіниця
Дзвіниця розташована у кількох метрах на захід від церкви, являє собою триповерхову споруду. У верхніх кутах першого поверху були встановлені чотири скульптури, що зображують людей, «… які з грізним виглядом дують в труби». Однак, ці статуї були зруйновані під час Карабаської війни, коли місто перебувало під контролем азербайджанців, і в наш час[коли?] на їх місці розташовуються відтворені копії. Одна з цих скульптур зображена на гербі Шуші.
Чудовим зразком кам'яного різьблення є орнаментований пояс дзвіниці.

## Цікаві факти
- 16 жовтня 2008 р. в Нагірному Карабасі пройшло «велике весілля»: з 687 пар, 550 повінчалися в соборі Казанчецоц, a решта — в монастирі Гандзасар.[4]